# 纳尔纳克 (康塔尔省)
纳尔纳克（法語：Narnhac）是法国康塔尔省的一个市镇，属于圣弗卢尔区（Saint-Flour）皮耶尔雷福尔县（Pierrefort）。该市镇总面积10.29平方公里，2009年时的人口为72人。

## 人口
纳尔纳克人口变化图示
| 数据来源：INSEE |